# Bentley Brooklands
Bentley Brooklands est le nom de deux modèles distincts produits par le constructeur automobile britannique Bentley. La première génération est une grande berline de luxe, lancée en 1992 pour remplacer la Bentley Mulsanne et qui fut elle-même remplacée par la Bentley Arnage en 1998. La seconde génération est une version coupé quatre places de la  Bentley Azure fabriquée entre 2008 et 2011 à quelques exemplaires.
Ces voitures furent nommées du nom du circuit de Brooklands dans le Surrey, où Bentley a obtenu certains de ses plus grands succès des années 1920 et 1930.

## Berline (1992-1998)
La Bentley Brooklands est apparue en 1992 pour remplacer la Bentley Mulsanne S et la Bentley Eight. En réalité, c'est une version modifiée de la Bentley Mulsanne. Elle est produite durant six ans avant d'être remplacée par la Bentley Arnage en 1998.

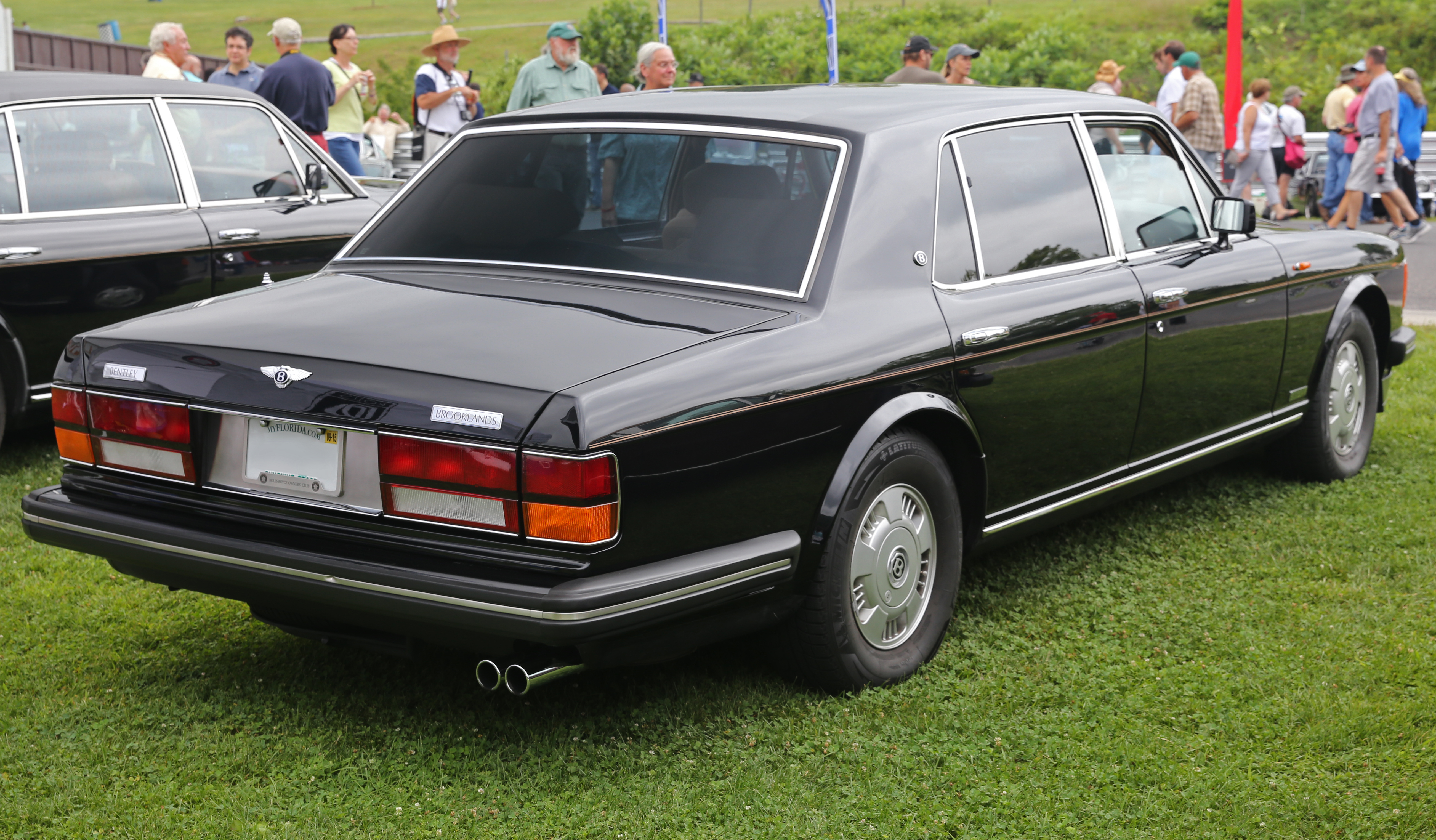
Bentley Brooklands I.

C'était une alternative légèrement moins chère à la Bentley Turbo R, avec le même style, les mêmes soubassements et le même moteur V8 Rolls-Royce 6.75 litres, mais sans le turbocompresseur du modèle le plus puissant. Les dernières versions 1997-1998 étaient équipées d’un turbo basse pression portant la puissance à  305 CV. La Brooklands continuait le design relativement anguleux de Bentley, qui fut aussi utilisé sur les modèles Rolls-Royce contemporains, des années 1980 et 1990. Le design extérieur incluait la classique grille Bentley as ainsi que les doubles feux avec des feux de stationnement enveloppants.

## Coupé (2008-2011)

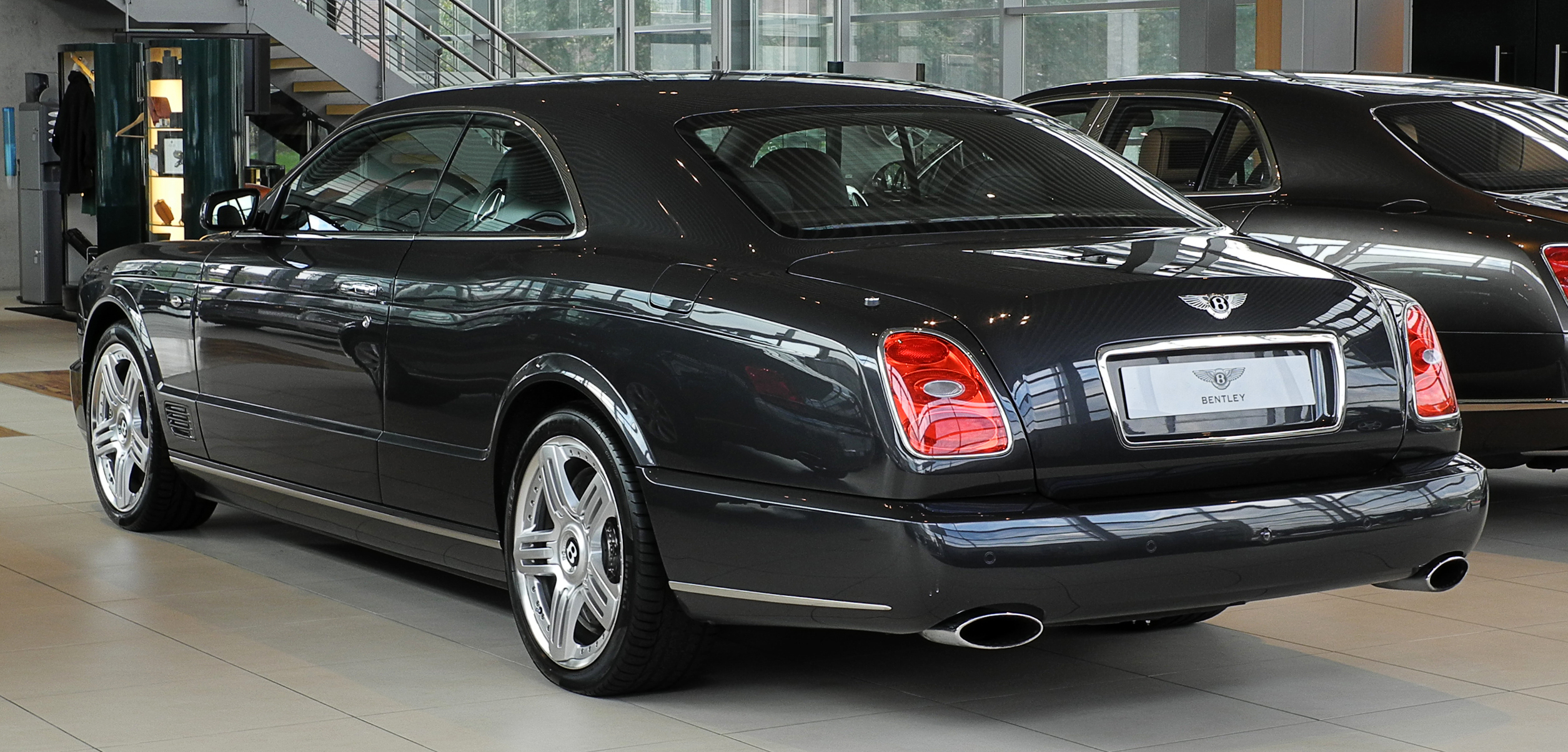
Bentley Brooklands.

La seconde génération de Bentley Brooklands est une version coupé de la Bentley Azure (basée sur la Bentley Arnage). Révélée au salon de Genève 2007 et produite à partir de 2008, elle n'est vendue que pendant trois ans à 426 exemplaires. 

En tant que voiture assemblée à la main en petit nombre, utilisant des techniques traditionnelles de fabrication et des compétences artisanales pour le bois et le cuir, le coupé Brooklands était le véritable successeur des Bentley Continental R et T. La production était limitée à 550 voitures et les livraisons débutèrent début 2008.